# Charles M. Lieber

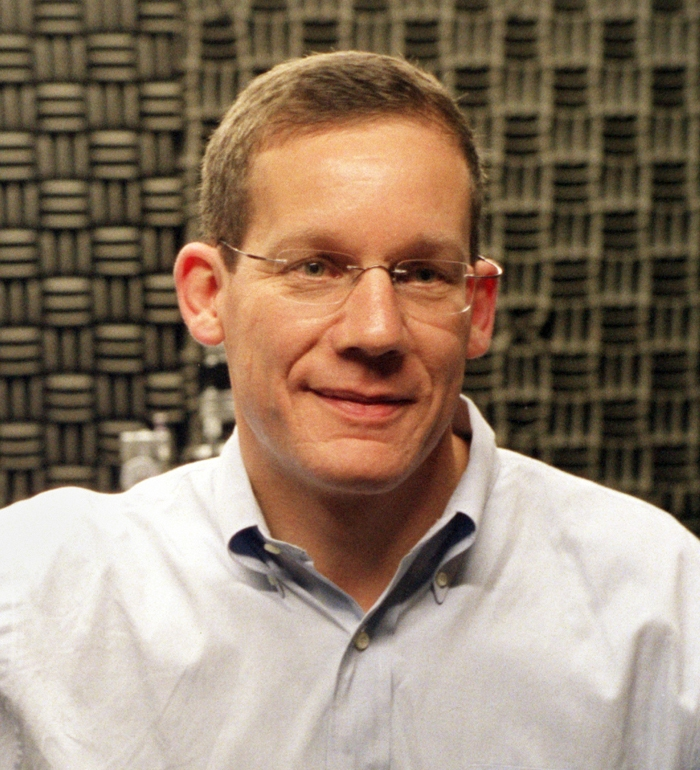
Charles M. Lieber

Charles M. Lieber (* 9. April 1959 in Philadelphia, Pennsylvania) ist US-amerikanischer Chemiker und einer der führenden Wissenschaftler im Bereich der Nanotechnologie an der Harvard University.
Lieber war am Franklin and Marshall College und graduierte mit Auszeichnung in Chemie. 1985 wurde er an der Stanford University bei Nathan Saul Lewis mit der Arbeit Kinetic and catalytic studies at chemically modified electrodes promoviert. Nach einem Postdoc-Aufenthalt am California Institute of Technology ging er 1987 als Assistenzprofessor an die Columbia University. Lieber hat mehr als 300 wissenschaftliche Veröffentlichungen mitverfasst, ist Inhaber von 25 US-amerikanischen Patenten und Gründer der Firma Nanosys.
Ferner ist Lieber gewähltes Mitglied der National Academy of Sciences und der American Academy of Arts and Sciences, Fellow der American Physical Society, des Institute of Physics und der American Association for the Advancement of Science.
Im Jahre 2011 wurde Lieber wegen des Einflusses seiner Publikationen als der führende Chemiker weltweit angesehen.
Am 28. Januar 2020 wurde Lieber von der Districtsbüro der U.S. Bundesanwaltschaft in Boston mit dem Vorwurf angeklagt, ohne Kenntnisse der Harvard University zwischen 2011 und 2017 für die Wuhan University of Technology (WUT) und Chinas „Tausend-Talente-Plan“ tätig gewesen zu sein und dafür erhebliche Zahlungen zum persönlichen Vorteil erhalten zu haben. Der Hauptvorwurf lautete jedoch auf Falschaussagen bei den durch FBI, Gesundheits- und Verteidigungsministerium ab 2018 durchgeführten Ermittlungen, da Lieber zuvor ca. US$ 15 Mio. an Fördermitteln für Forschungsaufgaben seitens des Verteidigungs- und Gesundheitsministeriums erhalten hatte und man den Abfluss von Ergebnissen aus dieser Arbeit vermutete.

## Auszeichnungen
- 1990 Sloan Research Fellow
- 1992 ACS Award in Pure Chemistry
- 1996 NSF Creativity Award
- 2002 Breakthrough of the Year des Magazins Science
- 2002 MRS Medal
- 2002 Harrison Howe Award
- 2002 Feynman Prize in Nanotechnology (Foresight Nanotech Institute Feynman Prize)[7]
- 2003 World Technology Award in Materials
- 2003 APS McGroddy Prize for New Materials
- 2003 New York Intellectual Property Law Association Inventor of the Year
- 2003 Scientific American Award in Nanotechnology and Molecular Electronics
- 2004 World Technology Award in Materials
- 2004 ACS Award in the Chemistry of Materials
- 2005 Nanotech Briefs Nano 50 Award
- 2012 Wolf-Preis in Chemie
- 2013 Willard Gibbs Medal
- 2016 Remsen Award
- 2016 Von Hippel Award
- 2019 Welch Award in Chemistry
- 2020 Mitglied der National Academy of Engineering